# Segling vid olympiska sommarspelen 1952
De olympiska tävlingarna i segling 1952 avgjordes mellan den 20 och 28 juli i Helsingfors. 227 deltagare från 29 länder tävlade i fem grenar.

## Båtklasser
- Utrustning:

| Klass     | Typ    | Seglare | Trapets | Storsegel | Fock | Spinnaker | Första OS |
| --------- | ------ | ------- | ------- | --------- | ---- | --------- | --------- |
| Finnjolle | Jolle  | 1       | 0       | x         | -    | -         | 1952      |
| Starbåt   | Kölbåt | 2       | 0       | x         | x    | -         | 1932      |
| Drake     | Kölbåt | 3       | 0       | x         | x    | x         | 1948      |
| 5,5 meter | Kölbåt | 3       | 0       | x         | x    | x         | 1952      |
| 6 meter   | Kölbåt | 5       | 0       | x         | x    | x         | 1908      |

- Design:

## Medaljörer
| Gren                  | Guld                                                                                  | Silver                                                                  | Brons                                                                        |
| Finnjolle Detaljer... | Paul Elvstrøm Danmark                                                                 | Charles Currey Storbritannien                                           | Rickard Sarby Sverige                                                        |
| Starbåt Detaljer...   | Italien Agostino Straulino Nicolò Rode                                                | USA John Price John Reid                                                | Portugal Joaquim Fiúza Francisco de Andrade                                  |
| Drake Detaljer...     | Norge Thor Thorvaldsen Sigve Lie Håkon Barfod                                         | Sverige Per Gedda Erland Almkvist Sidney Boldt-Christmas                | Tyskland Theodor Thomsen Erich Natusch Georg Nowka                           |
| 5,5 meter Detaljer... | USA Britton Chance Sumner White Edgar White Michael Schoettle                         | Norge Peder Eugen Lunde Vibeke Lunde Børre Falkum-Hansen                | Sverige Folke Wassén Carl-Erik Ohlson Magnus Wassén                          |
| 6 meter Detaljer...   | USA Herman Whiton Eric Ridder Julian Roosevelt John Morgan Everard Endt Emelyn Whiton | Norge Finn Ferner Erik Heiberg Tor Arneberg Johan Ferner Carl Mortensen | Finland Ernst Westerlund Paul Sjöberg Ragnar Jansson Adolf Konto Rolf Turkka |

## Medaljtabell
| Pl.    | Nation         | Guld | Silver | Brons | Totalt |
| ------ | -------------- | ---- | ------ | ----- | ------ |
| 1      | USA            | 2    | 1      | 0     | 3      |
| 2      | Norge          | 1    | 2      | 0     | 3      |
| 3      | Danmark        | 1    | 0      | 0     | 1      |
| 3      | Italien        | 1    | 0      | 0     | 1      |
| 5      | Sverige        | 0    | 1      | 2     | 3      |
| 6      | Storbritannien | 0    | 1      | 0     | 1      |
| 7      | Finland        | 0    | 0      | 1     | 1      |
| 7      | Portugal       | 0    | 0      | 1     | 1      |
| 7      | Tyskland       | 0    | 0      | 1     | 1      |
| Totalt | Totalt         | 5    | 5      | 5     | 15     |